# Winny
Winny (noto anche come WinNY) è un programma giapponese di condivisione di file peer-to-peer (P2P) sviluppato da Isamu Kaneko, un assistente di ricerca dell'Università di Tokyo nel 2002. Come Freenet, un utente deve aggiungere un elenco di nodi criptati per connettersi ad altri nodi della rete. Gli utenti scelgono tre parole cluster che simboleggiano i loro interessi e quindi Winny si connette ad altri nodi che condividono queste parole cluster, scaricando e memorizzando dati criptati dalla cache di questi vicini in un file system distribuito. Se gli utenti desiderano un file particolare, impostano dei trigger (parole chiave) e Winny scarica i file contrassegnati da questi trigger. La crittografia aveva lo scopo di garantire l'anonimato, ma Winny includeva anche delle bacheche in cui gli utenti annunciavano gli upload, attraverso le quali era possibile scoprire l'indirizzo IP di chi postava. Mentre Freenet è stato implementato in Java, Winny è stato implementato come applicazione Windows C++.
Il software è stato sviluppato da Isamu Kaneko, assistente di ricerca laureato in ingegneria informatica presso l'Università di Tokyo in Giappone. Un tempo era anche ricercatore presso l'Istituto di ricerca sull'energia atomica del Giappone. Inizialmente Kaneko annunciò in forma anonima il suo tentativo di sviluppare Winny su una bacheca per il download di software su 2channel (2ch come abbreviazione), un sito BBS di origine giapponese. Poiché gli utenti di 2channel si riferiscono agli utenti anonimi con il loro numero di messaggio, Kaneko divenne noto come "Mr. 47" ("47-Shi", o 47氏 in giapponese), o semplicemente come "47".
Il 28 novembre 2003, due utenti giapponesi di Winny, Yoshihiro Inoue, un uomo d'affari di 41 anni di Takasaki, nella prefettura di Gunma, e un disoccupato di 19 anni di Matsuyama, sono stati arrestati dalla polizia della prefettura di Kyoto. Sono stati accusati di aver condiviso illegalmente materiale protetto da copyright tramite Winny e si sono dimostrati colpevoli dei loro crimini. Poco dopo l'arresto dei due utenti, anche Kaneko è stato sottoposto a indagini nella sua abitazione e la polizia di Kyoto ha confiscato il codice sorgente di Winny.
Il 10 maggio 2004, Kaneko è stato arrestato con l'accusa di associazione a delinquere finalizzata alla violazione del diritto d'autore dalla task force della polizia prefettizia di Kyoto.
L'arresto di Kaneko ha scatenato un putiferio in diverse comunità internet, tra cui 2channel, che lo ha definito un arresto ingiusto. Un sito web, creato per raccogliere fondi per finanziare la difesa di Kaneko, ha raccolto più di 11 milioni di yen in sole due settimane.
Kaneko è stato rilasciato su cauzione il 1º giugno 2004. Le udienze sono iniziate nel settembre 2004 presso il Tribunale distrettuale di Kyoto.
Il 13 dicembre 2006, Kaneko è stato condannato per aver assistito a violazioni del copyright e ha dovuto pagare una multa di 1,5 milioni di yen. Attualmente è in attesa di appellarsi alla decisione.
Dopo l'interruzione dello sviluppo di Winny, il progetto P2P Share è stato avviato da un anonimo ingegnere giapponese che ha preso Winny come punto di partenza, per poi essere abbandonato.
Il software prende il nome da WinMX, dove la M e la X avanzano ciascuna di una lettera dell'alfabeto latino, fino alla N e alla Y. Netagent ha pubblicato un sondaggio nel giugno 2018, secondo cui Winny era ancora la rete p2p più popolare in Giappone, davanti a Perfect Dark (P2P) e Share (P2P), con circa 45.000 nodi che si connettevano ogni giorno durante la settimana d'oro. l numero di nodi su Winny sembra essere stabile rispetto al 2015.

## L'anonimato di Winny
Al momento dell'arresto dei due utenti, la polizia di Kyoto ha affermato di aver "analizzato le funzioni di anonimato di Winny" per rintracciare gli utenti, ma non ha rivelato il metodo esatto utilizzato. Come si è scoperto in seguito, quando i dettagli del metodo utilizzato sono stati resi noti il primo giorno dell'arresto di Kaneko, questa affermazione non era del tutto accurata: erano le aree in cui Winny non forniva l'anonimato che la polizia utilizzava per rintracciare gli utenti.
Dopo il tentativo fallito di violare le comunicazioni criptate di Winny (utilizzate come funzione di condivisione di file), la polizia di Kyoto è passata a un metodo diverso, ovvero il tracciamento degli utenti attraverso la funzione di forum integrata in Winny.
A differenza della funzione di condivisione dei file, il forum di Winny garantiva l'anonimato agli utenti che accedevano alle discussioni sui messaggi, ma non a chi li creava. Gli utenti che avevano accesso alle discussioni pubblicate potevano determinare l'indirizzo IP dell'origine del messaggio. La polizia di Kyoto ha dapprima cercato un thread in cui l'autore aveva postato i nomi dei file del materiale protetto da copyright che aveva condiviso, e ne ha registrato l'indirizzo IP. Hanno quindi configurato il loro firewall in modo da consentire le connessioni solo dall'indirizzo IP del proprietario del thread. Infine, è stato confermato che è possibile scaricare il materiale protetto da copyright dall'utente che ha indicato (nel suo thread) a chi stava condividendo.

## Discussione sullo scopo di Winny
I critici di Kaneko hanno indicato che lo scopo principale di Winny è quello di violare le leggi sul copyright, a differenza di freenet, un altro sistema P2P a cui Winny viene spesso paragonato, che sostiene di proteggere la libertà di parola. Questi critici sostengono anche che la bacheca software di 2ch, dove il software è stato inizialmente pubblicizzato, è un rifugio per i violatori di copyright e che lo stesso Kaneko ha affermato che lo scopo dello sviluppo di Winny è quello di spingere la marea verso un mondo pieno di violazioni del copyright, citando diversi post di 2ch.
In uno dei post sulla bacheca dei download di software di 2ch, "47" ha dichiarato: "La versione 8.1 beta [di Winny] ha una falla nella sicurezza e non è anonima. Non scambiate file illegali [con esso]". I critici sostengono che questa sia una prova dell'intento malevolo di Kaneko, come il fatto che "47" abbia consigliato agli utenti di non condividere materiale protetto da copyright in Winny 8.1 beta perché non era anonimo e gli utenti che violavano i diritti potevano essere rintracciati.
Altri hanno affermato che l'azione di Kaneko non dovrebbe costituire un reato, in quanto non ha violato personalmente il copyright, ma ha creato un software che poteva essere utilizzato a tale scopo. Essi sottolineano inoltre che le affermazioni dei critici sull'intento di Kaneko sono impossibili da dimostrare (alcune, per quanto li riguarda, sono addirittura false), poiché le dichiarazioni note di Kaneko sono troppo vaghe per essere interpretate come un tentativo di evitare di essere citati in giudizio dai critici. Secondo il sito web gratuito di Kaneko, egli ha messo in guardia dalla condivisione di materiale illegale utilizzando il suo software.

## Antinny
Dall'agosto 2003, diversi worm chiamati "Antinny" si sono diffusi nella rete Winny. Alcune versioni di Antinny funzionano come segue:
- Caricare tutti i file da un computer alla rete Winny per facilitarne il download.
- Carica le schermate su una imageboard.
- Consente attacchi DDoS (Distributed Denial of Service) al sito web di un'agenzia di tutela del copyright.

Alcuni utenti hanno esposto inavvertitamente le loro informazioni private dai loro computer a causa di Antinny. Queste informazioni comprendono documenti governativi, informazioni sui clienti e file privati di ogni tipo. Una volta che le informazioni sono state caricate sulla rete Winny, è difficile rintracciarle e cancellarle.
Recentemente, i media giapponesi hanno riportato alla luce casi di upload di file privati. In dettaglio, un'agenzia militare è stata costretta ad ammettere che informazioni riservate della forza di difesa marittima giapponese sono state diffuse da un computer su cui era installato il software Winny. In seguito, anche ANA (All Nippon Airways) è stata vittima di un'imbarazzante fuga di dati: il programma ha fatto trapelare le password delle aree di accesso alla sicurezza di 29 aeroporti in Giappone.
Questo fa seguito a un incidente simile avvenuto il 17 dicembre 2005 presso la JAL Airlines. dopo che un virus diffuso attraverso Winny aveva colpito il computer dei copiloti. La fuga di informazioni più grande, tuttavia, è quella della polizia della Prefettura di Okayama, dove su un singolo computer sono sfuggiti circa 1500 dati riservati sulle indagini.
Questi dati sensibili includevano informazioni come i nomi delle vittime di reati sessuali. Si tratta della più grande fuga di informazioni che sia mai sfuggita alla polizia giapponese online.